# Kingdom Under Fire: Heroes
Kingdom Under Fire: Heroes — стратегия с элементами экшена, выпущенная в 2005 году для Xbox. Является приквелом игры Kingdom Under Fire: The Crusaders.

## Игровой процесс
В бою игрок руководит армиями, посылая их в масштабные битвы. Действиями командира можно управлять напрямую. Основные юниты — отряды, состоящие из 20—30 солдат. Одновременно игрок может руководить 5 отрядами и 1 юнитом поддержки.
Помимо этого, в игре присутствуют 4 юнита, похожих на юнитов поддержки[уточнить], но по сути являющихся обычными: огненные призраки, ледяные девы, грозовые носороги и земляные големы. Используя силу своей стихии, они обрушивают мощные атаки на врагов.
В Heroes доступны 7 героев, ранее присутствовавших в предыдущей части игры, Crusaders: Эллен (полуэльф), Лейнхарт (полувампир), Урукбарр (огр), Руперт (человек), Кирит (тёмный эльф), Морена (полувампир) и Вальтер (человек).
У каждого героя своя сюжетная линия. Если играть за Эллен, Лейнхарта или Урукбарра, действие игры происходит за 5 лет до событий Crusaders; если за Морену, Кирит, Руперта или Вальтера — параллельно с событиями Crusaders.

## Сюжет

### За 5 лет до войны с Энкаблосом
Группа полувампиров во главе с Вальдемаром создает королевство Белонд в восточной части Берсии, объединив разрозненные племена темных эльфов.
Впервые в истории у темных эльфов появляется единое королевство — во главе которого, однако, стоит представитель чужой расы.
Вальдемар понимает, что это вызовет у темных эльфов недовольство. Чтобы избежать волнений — и заодно расширить свои владения — он приказывает своим новым подданным атаковать Орайн, поселение светлых эльфов. Параллельно с этим он разворачивает специальную кампанию, чтобы хитростью захватить Хекстер — территорию, принадлежащую оркам и ограм.
Его расчёт прост: темные эльфы ненавидят светлых, а значит, Орайн — идеальная мишень, дающая возможность направить гнев темных эльфов в нужное русло. План Вальдемара по завоеванию Хекстера прост: он выбирает не слишком влиятельное, но жадное до власти орочье племя, и снабжает их оружием и припасами. С такой мощной поддержкой племя быстро набирает силу и завоевывает соседние племена, и вскоре в Хекстере вспыхивает война между племенами орков — сторонниками и противниками Белонда.
Казалось бы, план идеален. Что может пойти не так? Но Вальдемар упускает одну крошечную деталь, которая не только нарушит его планы, но и погрузит всю Берсию в хаос. Грядет война с Энкаблосом…

## Оценка
| Сводный рейтинг | Сводный рейтинг |
| Агрегатор       | Оценка          |
| --------------- | --------------- |
| GameRankings    | 77,65 %         |

Игра получила довольно высокие оценки критиков. Игровой журнал Computer and Video Games оценил игру на 90 баллов из 100, назвав её очень впечатляющей. Edge в своем 155-м выпуске дал ей 7 баллов из 10. Основные претензии звучали так: не раскрыт потенциал некоторых типов войск, ИИ иногда ведет себя странно, и вообще игра местами больше похожа на набор фиксов к предыдущей части, чем на полноценный сиквел. Тем не менее, критики отмечали захватывающий геймплей, непростые задания, глубокое удовлетворение от игрового процесса и факт, что игра заставляет игрока пробовать разные тактики. Также хвалили динамичные, кровавые битвы и возможность играть онлайн.